# Joan Llaneras Rosselló
Joan Llaneras Rosselló   (Porreres, 17 de maig de 1969) és un ciclista mallorquí retirat que va combinar tant la ruta com la pista, on va aconseguir els majors èxits.
Va participar en quatre Jocs Olímpics d'Estiu, entre els anys 1996 i 2008, obtenint en total quatre medalles, or a Sídney 2000 (puntuació) , plata a Atenes 2004 (puntuació) i or i plata a Pequín 2008 (puntuació i madison amb Antonio Tauler ). També ha estat 7 cops Campió del Món, quatre en Punts i tres en Madison.
La seva última competició fou la victòria als Sis dies de Rotterdam de 2009.
El pavelló poliesportiu del seu poble duu el nom en honor seu.

## Palmarès en pista
Palmarès en pista.
- 1989
  -  Campió d'Espanya en Persecució per equips amb Serafín Riera, Ramón Ros i J.C. Tomás
- 1996
  -  Campió del Món en pista en la Cursa per punts
- 1997
  -  Campió del Món en Madison amb Miquel Alzamora
  - 3r al Campionat del Món en pista en la Cursa per punts
- 1998
  -  Campió del Món en pista en la Cursa per punts
  -  Campió d'Espanya de persecució
  -  Campió d'Espanya en Persecució per equips amb Jorge García, Miquel Alzamora i Toni Tauler
  -  Campió d'Espanya en Cursa per punts
- 1999
  -  Campió del Món en Madison amb Isaac Gálvez
- 2000
  -  Medalla d'or als Jocs Olímpics de Sydney en puntuació
  -  Campió del Món en pista en la Cursa per punts
  - 2n al Campionat del Món en Madison amb Isaac Gálvez
  -  Campió d'Espanya en Cursa per punts
  - 1r als Sis dies de Grenoble amb Isaac Gálvez
- 2001
  - 2n al Campionat del Món en Madison amb Isaac Gálvez
- 2002
  -  Campió d'Espanya en Cursa per punts
- 2003
  - 2n al Campionat del Món en pista en la Cursa per punts
- 2004
  -  Medalla de Plata als Jocs Olímpics d'Atenes en puntuació
  -  Campió d'Espanya en Scratch
- 2005
  - 3r al Campionat del Món en pista en la Cursa per punts
- 2006
  -  Campió del Món en Madison amb Isaac Gálvez
- 2007
  -  Campió del Món en pista en la Cursa per punts
- 2008
  -  Medalla d'or als Jocs Olímpics de Pequín en puntuació
  -  Medalla d'or als Jocs Olímpics de Pequín en Madison (amb Toni Tauler)
  -  Campió d'Espanya en Cursa per punts
  - 1r als Sis dies de Milà amb Paolo Bettini
- 2009
  - 1r als Sis dies de Rotterdam amb Peter Schep

### Resultats a laCopa del Món
- 1996
  - 1r Cali i Atenes, en Puntuació
  - 1r Cali i l'Havana, en Persecució per equips
  - 1r Atenes, en Madison
- 1997
  - 1r a Cali i Trexlerton, en Madison
- 1998
  - 1r a Cali, en Puntuació
- 1999
  - 1r a Cali i Ciutat de Mèxic, en Madison
- 2000
  - 1r a Ciutat de Mèxic, en Madison
- 2001
  - 1r a Ciutat de Mèxic, en Madison
- 2002
  - 1r a Monterrey, en Madison
- 2004
  - 1r a la Classificació general i a la prova de Manchester, en Puntuació
- 2007-2008
  - 1r a Pequín, en Puntuació

## Palmarès en ruta
- 1993
  - Vencedor d'una etapa a la Volta a Andalusia
- 1994
  - 1r al Trofeu Palma de Mallorca de la Challenge de Mallorca